# Список географічних об'єктів Нового Сибіру
|  | Службовий список статей, створений для координації робіт з розвитку теми. Це попередження не встановлюється на інформаційні списки і глосарії. |

Нижче подано повний список усіх географічних об'єктів, що розташовані на острові Новий Сибір.
Примітки:
- гірські вершини подано за висотою та згруповано за масивами
- озера, затоки та півострови подано за алфавітом
- річки подано послідовно за годинниковою стрілкою, починаючи з півночі острова; притоки подано послідовно від витоку до гирла основної річки
- миси подано підряд, починаючи з півночі острова

## Гірські вершини
- Дерев'яні гори — 79 м
- Вододільна гора — 32 м
- Увал (гора) — 32 м
- Пік (гора) — 31 м
- Конус (гора) — 31 м
- Тундрова гора — 25 м

## Озера
- Веєрне озеро
- Джара-Кюєль
- Кюстех
- Лазар-Кюєль
- Мутне озеро
- Оттох-Кюєле
- От-Унер-Кюєль (озера)
- Сітка (озеро)
- Совине Гніздо
- Чорних Гусей озера

## Річки

### Благовіщенська протока
- Береговий струмок
- Мишачий струмок
- Сутулий струмок
- Рожина річка
  - Ліва Рожина річка
  - Права Рожина річка
- Тьордьо-Кенгір-Юрях
  - Гравілат (річка)
  - Димка (річка)
  - Каменеломка
- Болтухова річка
  - Лагунний струмок
- Кюстех-Сала
- Бірулі

### Східно-Сибірське море (північ)
- Мирний струмок
- Кромка
- Бісерний струмок
- Тьогюрюггю-Кюєльлях-Юрях
  - Пропускний струмок
  - Зникаючий струмок
  - Куропаточна Трава
  - Корінний струмок
  - Звучний струмок
- Мутна-Сала
- Жилий струмок
- Стоянка (річка)
- Веєрний струмок
- Велика річка
  - Оттох-Юрях
  - Плямиста річка
  - Хвиляста річка
  - Оповзнева річка
  - Мала річка
    - Слоїстий струмок
    - Дерев'яних Гір річка
    - Ракушечний струмок
    - Осадовий струмок

  - Замулений струмок
  - Дужка (річка)
  - Арктична річка
    - Права Арктична річка (права твірна)
    - Ліва Арктична річка (ліва твірна)

  - Середня річка
    - Мала Середня річка
    - Морський струмок
    - Відчаянна річка
    - Топографічна річка
      - Мала Топографічна річка

    - Тріщенний струмок
    - Кущистий струмок

  - Полярний Мак (річка)
    - Квітучий струмок
    - Низинний струмок

  - Мокрий струмок
  - Льодовий струмок
  - Малий Уол-Юрях
  - Ліва річка
    - Надлом (річка)
    - Джара-Кюєль-Сала
    - Білого Ведмедя річка
    - Сибірська річка
    - Різнотрав'я (річка)
    - Молочний Шлях (річка)
    - Ранковий струмок
    - Розводдя
    - Теплий струмок

  - Уол-Юрях
  - Розлив (річка)
  - Права річка
    - Полярна Зірка (річка)
    - Зоряна річка
      - Права Зоряна річка

    - Північна Корона
    - Біла Куропатка
      - Зледенілий струмок

    - Велика Ведмедиця (річка)
      - Мала Ведмедиця (річка)

  - Мінеральна річка
  - Рейка (річка)
- Полігональна річка
  - Оленячий струмок
  - Подвижка
- Пістрява річка
  - Грозний струмок
  - Права Пістрява річка
  - Зубець (річка)
- Гравійна річка
- Моржева річка
  - Конус (річка)
  - Торф'яний струмок
- Мала Моржева річка
- Рябий струмок
- Малий Ілін-Юрях
  - Мерзлий струмок
- Ілін-Юрях
  - Злаковий струмок
  - Пригнічений струмок
  - Синя річка
    - Рихлий струмок
    - Увалистий струмок
- Кам'яний струмок

### Східно-Сибірське море (схід)
- Мутна річка
  - Відсталий струмок
  - Підніжжя (річка)
- Брудна річка
  - Колінний струмок
  - Ляканий струмок
- Толбей (річка)
- Прибережний струмок
- Мамонтова річка

### Протока Санникова
- Надійна річка
  - Пляжна річка
  - Тіснина (річка)
  - Крючок
  - Мала Надійна річка
    - Місячна річка

  - Талік
  - Песцева річка
    - Сонячна річка
    - Рідкий струмок
      - Правий Рідкий струмок
      - Лівий Рідкий струмок

    - Мала Песцева річка

  - Таємнича річка
- Безкільниця
- Горохова річка
  - Карниз (річка)
  - Намивний струмок
- Обухова річка
  - Івковий струмок
  - Білий Сніг
  - Новосибірська річка
    - Космічний струмок
- Врізаний струмок
- Геденштрома річка
  - Мала Геденштрома річка
  - Палатний струмок
- Обвал (річка)

## Миси
- Високий мис
- Жилий мис
- Гористий мис
- Плоский мис
- Гравій (гора)
- Пістрявий мис
- Рябий мис
- Кам'яний мис
- Толбей (мис)
- Песцевий мис
- Виступ (мис)
- Надійний мис
- Поворотний мис
- Безіменний мис
- Скеля Дерев'яних Гір
- Рожина мис

## Затоки
- Миру бухта
- Пшеніцина бухта

## Півострови
- Високий півострів

| Росія | Це незавершена стаття з географії Росії. Ви можете допомогти проєкту, виправивши або дописавши її. |